# Eléonora Schmid
Eleonora Schmid né le 11 octobre 1939, est un ancien diplomate de la République démocratique allemande.

## Biographie
Eleonora Schmid était issue d'une famille ouvrière et était membre du SED. À partir de 1958, elle étudie la  philologie à l'Université Humboldt de Berlin. En 1959, elle s'installe à l'Université Lomonossov de Moscou, où elle obtient en 1964 un diplôme en philologie. La même année, elle entre au service du ministère des Affaires étrangères de la RDA. Entre autres, elle a travaillé entre 1965 et 1967 à la représentation de la RDA au Caire et entre 1970 et 1972 a été la troisième secrétaire de l'ambassade en Guinée. En 1974, elle succède à Günther Fritsch comme ambassadeur en Guinée et y reste jusqu'en 1978, après quoi Gerhard Haida lui succède. De plus, en 1974, elle est également ambassadrice en Guinée-Bissau, où Kurt Roth devient son successeur en 1975. Parallèlement, elle a été accréditée comme ambassadrice en Sierra Leone de 1974 à 1978 et comme ambassadrice en Gambie de 1975 à 1978. En 1978, elle a reçu la bannière du travail.
En 1980, Eleonora Schmid a remplacé Hans Scharf, décédé en fonction, comme ambassadeur au Maroc et a occupé ce poste jusqu'à ce qu'elle soit remplacée par Manfred Richter en 1987. Elle a également été accréditée comme ambassadrice au Sénégal entre 1980 et 1987 et comme ambassadrice au Cap-Vert de 1982 à 1987. En 1989, elle succède à Karl Ernst comme ambassadrice de la RDA à Madagascar et y reste jusqu'en 1990.
En 2002, Eleonora Schmid est devenue maître de conférences en chinois standard à l'Université technique d'Ilmenau, où elle a enseigné jusqu'en 2012. Son mari Heiner Schmid a également travaillé comme diplomate. Avec Aenne Kundermann, Eleonore Staimer et Hilde Kiermeier, elle était l'une des quatre femmes ayant le rang d'ambassadrice dans l'histoire de la RDA.

## Publication
- Mes chemins à travers les frontières nationales. Mémoires du plus jeune ambassadeur de la RDA , écrits sur la politique internationale, H 21, Berlin 2008, p. 99

## Liens web
- De la vie d'un ambassadeur . Dans : Général de Thuringe du 24. novembre 2017
- Loin de chez eux – les diplomates allemands vivent l'automne 1989 (30. mai 2014)
- Adalbert Rittmüller : "Le Portugal a tiré, la RDA a gagné, la République Fédérale a perdu". Le rôle de la RDA dans la rupture des relations diplomatiques par la Guinée en 1970/71